# Turzon
 (janvier 2015).
Le Turzon est une rivière du département de l'Ardèche, en région Auvergne-Rhône-Alpes, affluent du Rhône.

## Géographie
Long de 13,4 km, le Turzon prend sa source sur les contreforts des Boutières, sur la commune de Gilhac-et-Bruzac, à 735 m d'altitude, juste à côté du passage du GR 42 ou GR de Pays de Vernoux.
Il descend vers le sud-est pour rejoindre le Rhône au niveau de Saint-Georges-les-Bains, 107 m d'altitude.
Le cours d'eau circule dans une vallée profonde et sauvage.

### Communes et cantons traversés
Dans le seul département de l'Ardèche, le Turzon traverse les deux communes suivantes, dans un seul canton, de l'amont vers l'aval, de Gilhac-et-Bruzac (source) à Saint-Georges-les-Bains (confluence).
Le Turzon reste dans le canton de La Voulte-sur-Rhône, donc dans le seul arrondissement de Privas.

## Affluents
Le Turzon a six affluents référencés :
- Ruisseau de Bruzac (rg), 3,2 km sur la commune de Gilhac-et-Bruzac ;
- Ruisseau de Barde (rg), 2,6 km sur la commune de Gilhac-et-Bruzac ;
- Ruisseau de Gilhac (rd), 1,3 km sur la commune de Gilhac-et-Bruzac ;
- Ruisseau de Perroter (rg), 1,4 km sur la commune de Gilhac-et-Bruzac ;
- Ruisseau de Roustain (rg), 3,3 km sur la commune de Gilhac-et-Bruzac ;
- Ruisseau des Fontanelles (rd), 2,2 km sur la commune de Gilhac-et-Bruzac.

Le rang de Strahler est donc de deux.

## Tourisme
La descente en canyoning de la rivière était possible, avec plusieurs cascades se passant par rappel, saut ou « toboggans ». La descente a été interdite en janvier 2012 par plusieurs propriétaires des terrains sur lequel la rivière passe.